# 高度希釈法
高度希釈法（こうどきしゃくほう、high dilution）とは、中・大員環化合物を合成する際、多量化を防ぐため大量の溶媒を用いて環化反応を行う技術のこと。
6員環以下の小員環を合成する際には、分子内での環化反応が分子間反応よりもエントロピー的に有利であるため、一般に特別な工夫をすることなくとも収率よく環状化合物が得られる。しかし7員環以上の環では分子全体の自由度が上がるため、環化させたい反応点同士が出会う確率が低くなる。このため分子内反応よりも分子間反応が優先し、目的とする環化体ではなく多量化を起こした生成物が得られてしまう。
これを防ぐために、溶媒を通常よりも非常に大量に用いる高度希釈法が行われる。大量の溶媒によって分子同士が出会う確率を下げ、相対的に分子内反応を起こす確率を上げることによって、環化収率を上昇させようというものである。
高度希釈法は、マクロライドなど大員環分子を合成する際にはほぼ必須の手段となっている。通常の反応に比べて1000倍から10万倍程度、数 mM から 0.01 mM 程度に希釈することで反応を行うのが普通である。またシリンジポンプなどを用い、長時間かけて原料を溶媒中に滴下する技術も時として併用される。
高度希釈法は大量の溶媒を必要とするため、化合物の量が多くなってくると技術的・コスト的困難を伴う。こうした場合には保護基や環化方法を工夫することにより、なるべく溶媒を減らす手段を工夫する必要がある。